# Johan van Hulst
Johan Wilhelm van Hulst, född 28 januari 1911 i Amsterdam, död 22 mars 2018 i Amsterdam, var en nederländsk pedagog, universitetslärare och politiker. År 1943 var han behjälplig med att rädda 500 judiska barn eller flera i Amsterdam, vilka skulle deporteras till nazistiska dödsläger. Han fick för detta den israeliska utmärkelsen Rättfärdig bland folken 1970.

## Biografi
Johan van Hulst utbildade sig i psykologi och pedagogik vid Vrije Universiteit Amsterdam, samtidigt som han arbetade som lärare i Oudewater, Utrecht och Purmerend.
År 1942 var Johan van Hulst chef för det protestantiska prästseminariet Hervormde Kweekschool voor onderwijzers vid Plantage Middenlaan 27 i Amsterdam. Tvärsöver gatan vid Plantage Middenlaan 24 låg Hollandsche Schouwburgteatern, vilken användes som den tyska ockupationsmaktens genomgångslokal till koncentratrionslägret Westerbork för de judar i Amsterdam som delgivits deportationsorder. De barn, som anlände till Schouwburgteatern med sina föräldrar, skiljdes ut och placerades på det närbelägna barndaghemmet vid Plantage Middenlaan 31, som sköttes av Henriëtte Pimentel (1876–1943). Daghemmets bakgård var granne med bakgården till det av van Hulst ledda seminariet.
Från januari 1943 började Henriëtte Pimentel och Walter Süskind (1906–1945), en tysk jude som av nazisterna utsetts att leda verksamheten i Hollandsche Schouwburg, leta efter möjliga adoptivföräldrar som skulle kunna ta hand om barn med utseenden som gjorde att de skulle kunna smälta in i adoptivfamiljerna utan att upptäckas. När barnens föräldrar godkänt arrangemangen, såg de sammansvurna till att barnens namn suddades ut ur de nazistiska registren över personer som transiterats genom Schouwburgteatern.
Därefter arrangerade Johan van Hulst, tillsammans med Henriëtte Pimentel, Walter Süskind och andra, att barnen lämpades över den häck som skiljde de båda bakgårdarna, ofta med hjälp av lärareleverna, för att senare smugglas bort i lådor, säckar och tvättkorgar.
Denna verksamhet höll på till den 29 september 1943, då nazisterna deporterade Henriëtte Pimental och 100 barn från daghemmet till dödsläger. Sammanlagt räddades kanske upp emot ett tusental judiska barn.
Johan van Hulst var ledamot av nederländska överhuset 1956–1981 och 1961–1968 ledamot av Europaparlamentet. Mellan 1969 och 1972 var han ordförande för partiet Kristliga Historiska Unionen.